# Lize Kop
Lize Kop (* 17. März 1998 in Wormerveer) ist eine niederländische Fußballtorhüterin, die von 2017 bis 2023 in der ersten Mannschaft von Ajax Amsterdam in der Eredivisie spielte. Dann wechselte sie zu Leicester City und anschließend zu Tottenham Hotspur. Im März 2019 hatte sie ihren ersten Einsatz in der niederländischen Fußballnationalmannschaft der Frauen.

## Karriere

### Vereine
Kop begann 2013 bei CTO Amsterdam, dem Talentteam des niederländischen Erstligisten Ajax Amsterdam.  Seit der Saison 2017/18 spielt sie in der ersten Mannschaft von Ajax in der Eredivisie und gewann in ihrer ersten Spielzeit das Double, wobei sie in 13 Spielen eingesetzt wurde und dabei fünfmal ohne Gegentor blieb. In  der UEFA Women’s Champions League 2018/19 kam sie zu drei Einsätzen. In den beiden Achtelfinalspielen gegen Titelverteidiger Olympique Lyon kassierte sie aber 13 Tore. In der Qualifikation für die UEFA Women’s Champions League 2022/23 scheiterte sie in der letzten Runde am Arsenal Women FC. Nach einem 2:2 in London verloren sie das Heimspiel mit 0:1, wobei das Tor für die Londonerinnen ihre Mitspielerin in der Nationalmannschaft Vivianne Miedema erzielte.
Im August 2023 erhielt sie einen Dreijahresvertrag bei Leicester City. In den ersten elf Saisonspielen saß sie siebenmal nur auf der Bank. Erst am 12. Spieltag stand sie im Tor und blieb beim 1:0 ohne Gegentor. Danach kam sie bis Mitte April 2024 noch siebenmal zum Einsatz, auch weil sich Janina Leitzig, die zu Saisonbeginn ebenfalls zu Leicester gewechselt war und anfangs im Tor stand, im März an der Schulter verletzte. Nach zwei Spielen in der Saison 2024/25 wechselte sie zum Ligakonkurrenten Tottenham Hotspur.

### Nationalmannschaft
Mit der U-17-Mannschaft nahm sie an den beiden Qualifikationsrunden zur U-17-Fußball-Europameisterschaft der Frauen 2015 teil, scheiterte aber in der Eliterunde an England und Irland. Mit der U-19-Mannschaft konnte sie sich dagegen für die U-19-Fußball-Europameisterschaft der Frauen 2016 qualifizieren, wobei sie nur in zwei Qualifikationsspielen zum Einsatz kam. Bei der Endrunde, die für die Niederländerinnen mit einer 3:4-Niederlage im Halbfinale gegen Spanien endete, kam sie nicht zum Einsatz. In der erfolgreich abgeschlossenen Qualifikation zur U-19-Fußball-Europameisterschaft der Frauen 2017 hatte sie fünf Einsätze, bei der Endrunde, die wieder mit einer Niederlage gegen Spanien im Halbfinale endete, kamen drei weitere Einsätze hinzu. Mit dem Halbfinaleinzug hatten sich die Niederländerinnen aber erstmals für die U-20-Fußball-Weltmeisterschaft der Frauen 2018 qualifiziert. Bei dieser führte sie ihre Mannschaft in vier Spielen als Kapitänin auf das Feld, schied aber durch eine 1:2-Niederlage gegen England im Viertelfinale aus. Damit endete ihre Zeit in den U-Nationalmannschaften.
Bereits im Oktober 2017 – noch als U-Nationalspielerin – wurde sie erstmals für den Kader der A-Nationalmannschaft nominiert, kam aber noch nicht zum Einsatz. Auch für den Algarve-Cup 2018, den die Niederländerinnen zusammen mit Schweden gewannen, war sie nominiert worden, hatte aber auch da keinen Einsatz. Ihren ersten Einsatz hatte sie dann ein Jahr später beim Algarve-Cup 2019 im mit 0:1 gegen Polen verlorenen Spiel.
Nach diesem Länderspiel wurde sie als Spielerin mit den wenigsten Länderspielen für den vorläufigen WM-Kader nominiert. Bei der WM kam sie aber nicht zum Einsatz. Ihr zweites Länderspiel bestritt sie beim Tournoi de France am 7. März 2020 gegen Kanada. Sie blieb zwar diesmal ohne Gegentor, erhielt aber in der 49. Minute die Rote Karte.
In der Qualifikation für die EM 2022 wurde sie dreimal eingesetzt. Beim Drei-Nationen-Turnier im Februar 2021 stand sie beim 2:1-Sieg gegen Deutschland im Tor. Sie wurde auch für die wegen der COVID-19-Pandemie um ein Jahr verschobenen Olympischen Spiele 2020 nominiert, kam dort aber nicht zum Einsatz. Für die EM 2022 wurde sie nicht nominiert. Für das letzte Spiel der Qualifikation für die WM 2023 gegen Island wurde sie dann wieder nominiert, aber nicht eingesetzt. Durch ein Tor in der Nachspielzeit gewannen die Niederländerinnen mit 1:0 und qualifizierten sich damit für die WM-Endrunde. Erst im Freundschaftsspiel gegen Costa Rica am 11. November 2022 stand sie wieder im Tor der Niederländerinnen.
Am 30. Juni 2023 wurde sie für die WM-Endrunde nominiert. Sie kam aber nicht zum Einsatz. Erst nach der Verletzung von Daphne van Domselaar wurde sie in den ersten und letzten beiden Spielen der Qualifikation für die EM 2025 wieder eingesetzt.
Sie wurde auch für die EM-Enrunde nominiert: Dort kam sie aber nicht zum Einsdatz.

## Erfolge
- Double 2017/18
- Niederländische Meisterschaft: 2022/23
- Niederländische Pokalsiegerin: 2018/19, 2021/22
- Eredivisie-Cup-Siegerin: 2020/21
- 2018: Algarve-Cup-Sieg, ohne Einsatz (zusammen mit Schweden[12])
- 2019: Zweite der Fußball-Weltmeisterschaft (ohne Einsatz)